# Karol Mórawski
Karol Edmund Mórawski (ur. 15 września 1935 w Warszawie, zm. 15 stycznia 2023) – polski historyk, varsavianista, muzealnik, hungarysta.

## Życiorys
Ukończył studia na Wydziale Historycznym i filologię na Uniwersytecie Warszawskim. Następnie był pracownikiem naukowym Instytutu Historii UW i Muzeum Polskiego Ruchu Robotniczego i Rewolucyjnego oraz Muzeum Żydowskiego Instytutu Historycznego. Od 1971 był pracownikiem Muzeum Historycznego m. st. Warszawy W 1986 został kuratorem Muzeum Woli i kierował nim przez 21 lat do 30 czerwca 2007, kiedy to przeszedł na emeryturę.

## Rodzina
Jego synem jest historyk i varsavianista Karol Jerzy Mórawski (ur. 1976), autor m.in. Syrena. Samochód PRL (2005) i Czy legenda prawdę Ci powie... (2015).

## Publikacje
- Józef Bem (1964, 1969, 1975, 1989)
- Od Lenino do Berlina (1965, 1969, 1973, 1988)
- Rewolucja węgierska 1919 roku (1965)
- Czerwona rewolucja  i biały regent (1966)
- Krzyżacy (1970, 1973, 1980 wraz z Janem Tyszkiewiczem)
- Warszawa. Dzieje miasta (1971, 1976, 1988, 2003, 2017)
- Warszawa - Stare Miasto (1978, wraz z W. Głębockim)
- Rzemiosło warszawskie od przełomu XVIII i XIX stulecia do 1831 r. (1981)
- Warszawa. Przewodnik turystyczny (1982, wraz z W. Głębockim)
- Kultura walcząca 1939-1945. Z dziejów kultury polskiej w okresie wojny i okupacji (1986, wraz z W. Głębockim)
- Warszawa. Mały przewodnik (1987, wraz z W. Głębockim)
- Przewodnik historyczny po cmentarzach warszawskich (1989)
- Zwiedzamy Warszawę. Przewodnik turystyczny (1991)
- Warszawskie cmentarze. Przewodnik historyczny (1991, 2012)
- Kartki z dziejów Żydów warszawskich  (1993, 2011 – wyd. II rozszerzone)
- Wola. Przewodnik historyczny po miejscach walk i straceń z dni Powstania Warszawskiego (1994, 2001 wraz z L. Świerczek, K. Oktabiński, pod redakcją K. Mórawskiego)
- Żoliborz - Bielany. Przewodnik historyczny po miejscach walk i straceń z dni Powstania Warszawskiego (1999, wraz z L. Świerczek, K. Oktabiński, pod redakcją K. Mórawskiego)
- Warszawo, Ty moja Warszawo (1994 wraz z W. Głębockim)
- Bedeker warszawski. W 400-lecie stołeczności Warszawy (1996 wraz z W. Głębockim)
- Czerniaków. Przewodnik historyczny po miejscach walk i straceń z dni Powstania Warszawskiego (2001 wraz z L. Świerczek)
- Anegdota i dowcip warszawski. Od zarania dziejów do wczoraj (2003)
- Warszawskie Judaica. Przewodnik (2014)[6][7][2]

## Odznaczenia i wyróżnienia
- W 2006 został odznaczony Srebrnym Medalem „Zasłużony Kulturze Gloria Artis”[8].
- W 1994 w uznaniu zasług za popularyzację muzealnictwa został przez prezydenta Lecha Wałęsę odznaczony Krzyżem Kawalerskim Orderu Odrodzenia Polski[9].
- Dyplomy honorowe (1983, 1994, 1998) za najlepsze varsaviana[10].